# Jennifer Minetti
Jennifer Minetti (8 de enero de 1940 - 5 de agosto de 2011) fue una actriz alemana.

## Biografía
Nacida en Berlín, Alemania, Jennifer Minetti era hija del actor Bernhard Minetti. Siendo joven recibió clases de actuación de Herma Clement en Berlín. Su debtu teatral llegó en 1958 en el Landestheater de Hannover, teatro al que perteneció hasta 1960.
Posteriormente tuvo compromisos en el Grillo-Theater (1960 a 1962), el Wuppertaler Bühnen (1962 a 1964), el Staatstheater Kassel (1964 a 1966), el Theater Aachen (1966 a 1968), la Ópera de Bonn (1968 a 1970) y el Deutsches Theater de Gotinga (1970 a 1977).
Entre 1977 y 2001 actuó en el Teatro de Cámara de Múnich. Entre sus papeles en dicho teatro figuran el de Frau Miller en Kabale und Liebe (1978), Madre Balicke en Tambores en la noche (1979), Marceline Gautier en la pieza de Georges Feydeau Klotz am Bein (1983), Segundo Violín en la obra de Jean Anouilh Orchester (1984), esposa en el estreno de Die goldene Brücke (1985, de Ernst-Jürgen Dreyer), madre en Im Dickicht der Städte (1988), Frau Bruscon en Der Theatermacher (1988), Frau Kovacic en el estreno de Volksvernichtung oder meine Leber ist sinnlos (1991, de Werner Schwab), madre y patrona en Roberto Zucco (1995, de Bernard-Marie Koltès), Grete en Die Präsidentinnen (1997), y Laina en Herr Puntila und sein Knecht Matti (1998).
Junto con las otras actrices del coro de prisioneras troyanas en la obra de Eurípides Hécuba, en el año 2002 recibió el Premio Kurt Meisel otorgado por la Asociación de Amigos del Bayerisches Staatsschauspiel. Desde el verano de 2001 fue miembro permanente del Schauspiel de Fráncfort del Meno. Además, actuó con frecuencia como invitada en el Bayerisches Staatsschauspiel, bajo dirección de Dieter Dorn. 
Minetti actuó en el estreno de cuatro piezas de Werner Schwab, y por ese motivo la crítica la llamó la Duse de Schwab. En Viena fue Alma Mahler en la obra de Joshua Sobol Alma, bajo la dirección de Paulus Manker. Cuando Christian Stückl volvió a representar en 2003 en Salzburgo Jedermann, ella fue elegida para encarnar a la madre del personaje principal. En el año 2005 recibió el Theaterpreis der Landeshauptstadt München, dotado con diez mil euros.
Jennifer Minetti falleció el 5 de agosto de 2011 en Bad Aibling, Alemania, a los 71 años de edad. Era hermana del actor Hans-Peter Minetti y tía del también actor Daniel Minetti.

## Radio
- 2000 : Kerstin Specht: Der Flieger, dirección de F.M. Einheit/Kerstin Specht (BR)
- 2001 : Andreas Ammer/F.M. Einheit/Sebastian Hess: Marx Engels Werke, dirección de Andreas Ammer/F.M. Einheit (BR)
- 2002 : Andreas Ammer/F.M. Einheit: Alzheimer 2000/Toter Trakt, dirección de Andreas Ammer/F.M. Einheit (WDR/RB)